# Grammostola alticeps
Grammostola alticeps is een spinnensoort uit de familie van de vogelspinnen (Theraphosidae).
De wetenschappelijke naam van de soort werd in 1903 als Citharoscelus alticeps gepubliceerd door Reginald Innes Pocock.